# هاتاری!
هاتاری! (به انگلیسی: Hatari!) (به معنی «خطر!» به زبان سواحلی) فیلمی کمدی رمانتیک و ماجراجویی آمریکایی محصول سال ۱۹۶۲ است که در آن جان وین نقش رهبر گروهی از شکارچیان حرفه‌ای حیوانات در آفریقا را بازی می‌کند. کارگردانی فیلم را هاوارد هاکس بر عهده داشت و فیلم با رنگ‌آمیزی تکنیکالر در شمال تانگانیکا (۱۹۶۱–۱۹۶۴) (در محدودهٔ امروزی تانزانیا) فیلم‌برداری شد. فیلم صحنه‌هایی از تعقیب‌وگریزهای هیجان‌انگیز حیوانات وحشی و مناظر زیبای کوه مرو (تانزانیا)، یک آتشفشان خاموش، را در بر دارد. واژه هاتاری تلفظ سواحلی از همان واژه عربی خطر است.
فیلم در مورد تلاش‌های گروهی از چند زن و مرد برای شکار جانوران مختلف و ماجراهایی که بین آن‌ها پیش می‌آید است و بدون داشتن قصه‌ای مشخص، با شخصیت‌پردازی و نمایش مناسبات بین کاراکترها پیش می‌رود. این فیلم در کشور تانزانیا در قاره آفریقا فیلمبرداری شده است.
در سی‌وپنجمین دوره جوایز اسکار، راسل هارلن برای فیلم‌برداری رنگی فیلم هاتاری! نامزد جایزه اسکار بهترین فیلم‌برداری شد، اما این جایزه به فردی یانگ برای فیلم لورنس عربستان تعلق گرفت.

## داستان
در تانگانیکا در دههٔ ۱۹۶۰، شرکت ماملا گیم (Momella Game Company) حیوانات را برای باغ‌وحش‌ها و سیرک‌ها شکار و زنده‌گیری می‌کند، با استفاده از خودروهای بیراهه‌رو، کمند و قفس. اعضای این گروه عبارت‌اند از مالک فرانسوی‌تبار شرکت، برندِی دو لا کورت، شون مرسر ایرلندی‌تبار آمریکایی که رهبری عملیات زنده‌گیری را بر عهده دارد؛ کورت مولر رانندهٔ بازنشستهٔ اتومبیل‌ران آلمانی؛ لوئیس فرانسیسکو گارسیا لوپز گاوباز مکزیکی؛ سرخ‌پوست تیرانداز ماهر به نام «گرگ کوچک» (معروف به «سرخ‌پوست»)، رانندهٔ پیشین تاکسی در نیویورک ملقب به «پاکتس» که از حیوانات وحشت دارد؛ و چند نفر از بومیان تانزانیا. در عملیات زنده‌گیری، کورت و سرخ‌پوست با یک جیپ گله‌ران، حیوانات را به سوی کامیون بارگیر می‌رانند که توسط پاکتس رانده می‌شود.
در جریان تعقیب یک کرگدن مهاجم، سرخ‌پوست از ناحیهٔ پا زخمی می‌شود و گروه او را به بیمارستان آروشا منتقل می‌کند. در همین زمان، تیراندازی فرانسوی به نام «چارلز چیپس موری» برای جایگزینی با سرخ‌پوست به گروه ملحق می‌شود، اما کورت که ناراحت شده، او را می‌زند. وقتی مشخص می‌شود که چیپس تنها کسی است که گروه خونی نادر سرخ‌پوست را دارد، حاضر می‌شود برای نجات جان او انتقال خون دهد و شون نیز به او پیشنهاد همکاری می‌دهد.
وقتی به محوطه اتراق خود بازمی‌گردند، با ورود عکاس ایتالیایی، آنا ماریا «دالاس» دالساندرو، مواجه می‌شوند. همه انتظار یک عکاس مرد را داشتند، اما چون او را مشتری اصلی شرکت (باغ‌وحش بازل) فرستاده است، شون ناچار می‌شود اجازه دهد او در عملیات زنده‌گیری زرافه شرکت کند. با وجود اشتباهات فراوان، دالاس از تجربه‌اش لذت می‌برد و همه (به‌جز شون) رأی می‌دهند که او بماند.
روز بعد، چیپس وارد کمپ می‌شود و با کورت مسابقهٔ تیراندازی می‌دهد و در نهایت این دو با هم دوست می‌شوند. دالاس و شون نیز به‌تدریج به یکدیگر علاقه‌مند می‌شوند، اما شون مقاومت می‌کند، چون نامزد قبلی‌اش او را ترک کرده است. در همین حال، کورت و چیپس به برندِی ابراز علاقه می‌کنند و پاکتس به دالاس می‌گوید که خودش نیز پنهانی عاشق برندِی است. سرخ‌پوست از بیمارستان مرخص می‌شود، اما از تجربهٔ نزدیک به مرگ ترسیده و سعی می‌کند شون را از زنده‌گیری کرگدن‌ها منصرف کند. شون مخالفت می‌کند، اما می‌پذیرد تا پایان فصل شکار صبر کند.
گروه به روستایی می‌رود که در آن، مامور حیات‌وحش یک فیل مادهٔ آفریقایی سرکش را کشته است. دالاس بلافاصله گوسالهٔ یتیم فیل را به فرزندی می‌پذیرد، با وجود مخالفت شون. برای تهیهٔ شیر برای گوساله، گروه بز تهیه می‌کند که موجب هرج‌ومرج می‌شود. همان شب، دالاس از شون عذر می‌خواهد و او را وادار به بوسه می‌کند.
چند روز بعد، دومین گوسالهٔ فیل یتیم سر و کله‌اش در کمپ پیدا می‌شود. قوم وارووشا که از همراهی فیل‌ها با دالاس شگفت‌زده شده‌اند، او را به قبیلهٔ خود می‌پذیرند و لقب «ماما تمبو» («مادر فیل‌ها») را به او می‌دهند. چند روز بعد، سومین گوسالهٔ فیل نیز پیدا می‌شود و این بار شون حسابی عصبانی می‌شود.
گروه موفق به زنده‌گیری گورخر، تیزشاخ، غزال، پلنگ و گاومیش دم‌سیاه آفریقایی می‌شود. در تعقیب یک کل یال‌دار، خودرو چپ می‌کند. کتف کورت دررفته و پای چیپس نیز به‌شدت پیچ‌خورده است. در همان روز، پاکتس از بالای نرده سقوط می‌کند ولی آسیبی نمی‌بیند، و برندِی بیش از همه نگرانش می‌شود که نشان‌دهندهٔ علاقه‌اش به اوست.
در صحنه‌ای دیگر، پاکتس با موفقیت راکتی کوچک همراه با یک تور پرتاب می‌کند و حدود ۵۰۰ میمون وروت را در درختی به دام می‌اندازد، کاری که همه (حتی خودش) را شگفت‌زده می‌کند. تنها سفارش باقی‌مانده یک کرگدن است. گروه به دنبال یک کرگدن نر عصبانی می‌رود. هرچند در تلاش اول فرار می‌کند، اما سرانجام آن را زنده‌گیری می‌کنند.
فصل شکار پایان می‌یابد. دالاس که فکر می‌کند شون نمی‌تواند از زخم گذشته‌اش عبور کند، نامه‌ای خداحافظی می‌نویسد و کمپ را ترک می‌کند. شون با کمک گروه و سه بچه‌فیل، او را در آروشا پیدا کرده و با او آشتی می‌کند. شون و دالاس ازدواج می‌کنند، اما در شب ازدواجشان، فیل‌ها وارد اتاق می‌شوند و تخت را خراب می‌کنند.

## بازیگران
جان وین در نقش شون مرسر
هاردی کروگر در نقش کورت مولر
السا مارتینلی در نقش آنا ماریا «دالاس» دالساندرو
رد باتنز در نقش «پاکتس»
ژرار بلن در نقش چارلز «چیپس» موری
بروس کابوت در نقش گرگ کوچک («سرخ‌پوست»)
میشل ژیراردون در نقش برندِی دو لا کورت
والنتین د وارگاس در نقش لوئیس فرانسیسکو گارسیا لوپز
ادوارد فرانتس در نقش دکتر سندرسن
کتی لوئیس صداپیشهٔ «مرکز کنترل آروشا» در رادیو (بدون اعتبار در تیتراژ)
کوئینی لئونارد در نقش پرستار (بدون اعتبار، حذف‌شده از نسخهٔ نهایی)
ملیت بازیگران اصلی فیلم:
| بازیگر        | ملیت                |
| ------------- | ------------------- |
| جان وین       | ایالات متحده آمریکا |
| هاردی کروگر   | آلمان               |
| السا مارتینلی | ایتالیا             |
| میشل ژیراردون | فرانسه              |
| ژرار بلان     | فرانسه              |
| رد باتنز      | ایالات متحده آمریکا |
| بروس کابوت    | ایالات متحده آمریکا |